# Michalovce
Michalovce (tysk Großmichel, ungarsk Nagymihály) er en by i regionen Košice i det østlige Slovakiet. Byen har et areal på 52,81 km² og en befolkning på 39.922 indbyggere (2005).

## Eksterne links
- Officielle hjmmeside

- Wikimedia Commons har flere filer relateret til Michalovce